# Nabarangpur
Nabarangpur est une ville indienne située dans le district de Nabarangpur dans l’État de l'Odisha. En 2011, sa population était de 36 945 habitants.

## Source de la traduction
- (en) Cet article est partiellement ou en totalité issu de l’article de Wikipédia en anglais intitulé « Nabarangpur » (voir la liste des auteurs).